# بيل ديفان
بيل ديفان (بالإنجليزية: Bill Devan)‏ (23 فبراير 1909 - 12 ديسمبر 1966 ببادنغتون في المملكة المتحدة) هو لاعب كرة قدم بريطاني (وحمل سابقاً جنسية المملكة المتحدة لبريطانيا العظمى وأيرلندا) في مركز مهاجم داخلي. لعب مع أردز ونادي كوليرين ونادي لينفيلد ونادي واتفورد ونادي آير يونايتد.